# کوزووکا
کوزووکا (به لهستانی:  Kłyzówka) یک روستا در لهستان است که در گمینا دروخیچن واقع شده‌است.